# Авиастар-ТУ

Логотип ООО Авиационная компания «Авиастар ТУ», использовавшийся с 2005 года.

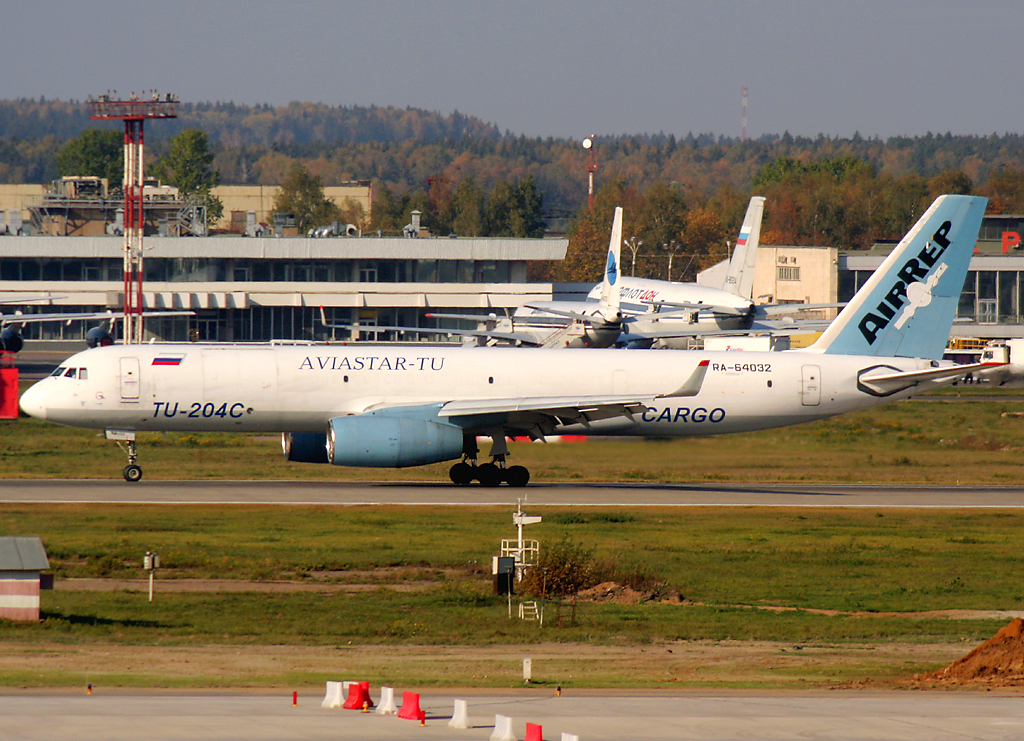
Грузовой самолёт Tу-204С взлетает из Шереметьево, снимок 2007 года.

ООО «Авиационная компания «Авиастар-Ту» — российская грузовая авиакомпания, выполняющая перевозки на самолетах Ту-204 и Boeing-757.

## Деятельность
Юридическое лицо образовано в конце 1999 года. В марте 2000 года на грузовом самолете Ту-204С, собранном на Ульяновском авиастроительном заводе, произведен первый международный полет.
В 2000 году начинается сотрудничество с компанией экспресс-доставки TNT Express, в 2003 с компанией DHL Express. В 2019 году начато сотрудничество с китайской логистической компанией Cainiao по доставке заказов из интернет-магазинов.
После происшедшего 22 марта 2010 г. инцидента с самолётом Ту-204-100 RA-64011, Росавиация наложила запрет на выполнение пассажирских перевозок ввиду отсутствия у авиакомпании резервного борта.
В ноябре 2011 г. после выявления европейскими перронными инспекторами SAFA ряда замечаний, Росавиацией также был наложен дополнительный запрет на выполнение полётов в страны Евросоюза, который был снят в конце декабря 2011 года после устранения обнаруженных инспекционными проверками замечаний.
После аварии в 2011 году предполагалось продолжить выполнять чартерные рейсы из Домодедово в Анталью и Хургаду, однако, в связи с ужесточением правил получения разрешений на выполнение международных полётов, повторно выйти на рынок пассажирских перевозок авиакомпании не удалось.

## Флот
Флот авиакомпании по состоянию на декабрь 2023 года состоит из 8 самолётов, из которых эксплуатируются пять, а три - на хранении; эксплуатируются на указанную дату три самолета  Ту-204С и пять Boeing 757.
Самолёт Ту-204С с бортовым номером RA-64024 в 2008 году передан в лизинг DHL. Единственный остававшийся пассажирский самолёт Ту-204С RA-64017 эксплуатировался а/к «Оренбургские авиалинии» по лизинговому соглашению, в 2012 году передан в лизинг авиакомпании «Red Wings»; на данный момент находится на хранении.

В мае 2016 года «Авиастар-СП» выкупило у ООО «Лизинг-Авиа» планер самолета RA-64014 за 420 млн руб., еще свыше 600 млн руб. было затрачено на приобретение новых двигателей и покупных изделий. Работы по восстановлению и переоборудованию самолета на «Авиастар-СП» были начаты в 2016 году. По информации на портале госзакупок, разработкой и монтажом интерьера VIP-салона занималась компания «Вемина Авиапрестиж». 

## Происшествия
22 марта 2010 года самолёт Ту-204-100 с бортовым номером 64011, выполняя перелёт без пассажиров на борту, совершил жесткую посадку в районе аэропорта «Домодедово»
24 августа 2016 года Ту-204С с бортовым номером RA-64021 во время выполнения грузового рейса совершил грубую посадку в аэропорту Норильска с перегрузкой 3,05 g, жертв не было; самолет находится на хранении.
8 января 2022 года Ту-204С с бортовым номером RA-64032 сгорел при подготовке к взлёту в аэропорту Ханьчжоу..

## Санкции
Из-за вторжения России на Украину и «продолжающимися нарушениями комплексного экспортного контроля, введенного в отношении России», Авиастар-ТУ внесен в санкционные списки США. 19 октября 2022 года компания попала под санкции Украины